# Workflow Management Coalition
La Workflow Management Coalition (WfMC) es un consorcio industrial formado para definir estándares para la interoperabilidad de sistemas de gestión de flujos de trabajo. Fue fundada en mayo de 1993 como una división del Black Forest Group siendo miembros originales IBM, Hewlett-Packard, Fujitsu, ICL, Staffware y aproximadamente 300 firmas de software y servicios en el sector del software de negocios. Desde su fundación, el uso de XML se ha vuelto más frecuente y hoy su enfoque es principalmente alrededor del intercambio de archivos de definición de procesos, usando el estándar XPDL. El otro estándar creado por WfMC en uso es Wf-XML, una extensión del protocolo ASAP. En contraste con BPEL, XPDL no es un lenguaje de programación ejecutable, sino un formato de diseño de procesos para almacenar el diagrama visual y la sintaxis de proceso de los modelos de procesos de negocio, así como otros atributos de producto extendidos.